# BBC News Russian
BBC News Russian (rus: BBC News Ру́сская слу́жба) - abans BBC Russian Service, rus: Ру́сская слу́жба Би-би-си́) - forma part de la producció en llengua estrangera de BBC World Service, una de les gairebé 40 llengües que proveeix.

## Història
El BBC Russian Service va començar a transmetre el 26 de març de 1946.
Malgrat això, durant la Segona Guerra Mundial es van fer transmissions esporàdiques per la Unió Sovietica només en rus. La part més important d'aquestes transmissions van tenir lloc després del 1942.
Es tractava principalment de breus noticiaris o anuncis relatius a la política del Foreign Office del Regne Unit en rus a partir de 1943, però sovint amb separació de setmanes o mesos.
En l'era de la Guerra Freda les transmissions es van veure greument pertorbades. No obstant això va cercar de proveir als oients de la Unió Soviètica les informacions de que eren privats, com ara obres d'escriptors i dissidents que no podien publicar la seva feina, com Aleksandr Soljenitsin. A finals dels anys 80 les interferències es van acabar, quan va agafar força la Perestroika.

## Transmissions
El BBC Russian Service ha acabat traslladant totes les seves operacions a Internet, interrompent les transmissions per ràdio després de 65 anys a les ones.
Abans de la decisió final de concentrar-se en la producció on line, la ràdio del servei rus estava disponible solament en AM.
El BBC Russian Service va col·laborar amb la Bol'shoe Radio (Большое радио), una emissora FM de Moscou entre abril i agost de 2007. Les transmissions diàries s'alternaven entre el servei rus i Ràdio Moscou. El 17 d'agost de 2007 Bol'shoe Radio va notificar al BBC World Service que hauria d'interrompre la transmissió de la programació de la BBC en rus a partir d'aquella tarda. El contingut de la BBC no va ser transmès com era normal a les 17:00 (hora de Moscou); seguint instruccions del propietari de l'emissora, el grup financer Finam Holdings, de retirar les connexions o arriscar-se a ser eliminat completament. La BBC va presentar recurs contra la decisió. En el seu informe anual del Foreign and Commonwealth Office 2007, la comissió d'afers estrangers de la House of Commons conclou que "el desenvolupament d'una col·laboració amb la divisió internacional d'una xarxa de transmissió estatal russa posa en perill la reputació del BBC World Service per la independència editorial".
Masha Karp, Martin Dewhirst, Victor Suvorov, Vladimir Bukovsky, Oleg Gordievsky van criticat el BBC Russian service per haver donat menys cobertura als punts de vista no aprovats pel govern rus.
Les crítiques van ignorar el fet que la darrera entrevista de Aleksandr Litvinenko des del seu llit d'hospital era amb la BBC Russa i presentava una gamma completa d'opinions sobre la seva mort.
Un article a The Economist suggeria que l'anhel de la BBC de continuar utilitzant els transmissors locals a Rússia hauria pogut estar en conflicte amb la seva neutralitat. El BBC World Service ho va negar i va afirmar que els problemes que havia afrontat per obtenir una FM a Rússia havien sorgit del creixent impacte que els seus programes d'alta qualitat estaven tenint sobre el públic enlloc d'afeblir la qualitat de la seva producció. Van dir que eren les vergonyoses demandes periodístiques que la BBC havia posat les que van inspirat les autoritats a exercir pressions persistents sobre els seus partners FM i que abandonessin els seus programes amb l'amenaça de perdre del tot les seves llicències es va convertir en massa forta. El novembre de 2008, el BBC World Service va anunciar una amplia reconsideració de l'estratègia, veient el final de la més gran part dels bolletins de notícies stand-alone del servei rus i dos blocs ampliats de programació d'actualitats. L'estratègia preveia la clausura de programes més llargs i més lleugers i afegir alguns elements, com l'aprofundiment sobre la cultura britànica, en un nou programa de cap de setmana.
La notícia va suscitar fortes crítiques per part d'experts britànics de Rússia que van sostenir que el BBC World Service havia afeblit la seva línia editorial sota la pressió del Kremlin i que havia perdut lligams crucials amb la cultura i el pensament polític britànic.
El BBC World Service va respondre que els canvis eren necessaris per consolidar la producció de ràdio en les hores punta, unida a la falta de freqüències FM en el seu públic de referència i a les restriccions imposades pel govern rus.
El BBC World Service va afirmar que lluny d'abandonar la programació analítica i cultural, com afirma, el BBC Russian service estava reforçant l'oferta de periodisme sobre política i cultura, donant-los espai a l'interior de programes d'alt perfil set dies a la setmana, quan la major part dels oients estava disponible. Sostenien a més que el seu pressupost limitat s'hauria gastat de forma més eficient per crear un millor lloc Web, que és una àrea de creixement en el consum de notícies i que les autoritats russes encara no havien intentat censurar o bloquejar.
El 21 d'abril de 2009 el servei rus de la BBC va tornar a llançar el lloc Web en un nou model més ampli que incloïa altres serveis lingüístics com el portuguès, espanyol, persa, urdú o vietnamita.
El 26 de març de 2011 el servei va deixar de transmetre sobre ona mitjana o ona curta i ara publica i transmet només a Internet.
El març de 2012 el servei va començar les seves primeres transmissions regulars de televisió sobre TV Dozhd - el servei va ser el primer a transmetre TV en directe des del nou edifici de la BBC en el centre de Londres (Broadcasting House). El butlletí també és disponible a bbcrussian.com.